# Foro romano de Filipópolis
El Foro romano de Filipópolis (en búlgaro: Римски форум на Пловдив) es una plaza rectangular rodeada por las ruinas de los diversos edificios administrativos antiguos de Filipópolis, la actual Plovdiv, en Bulgaria. Fue el centro público, administrativo, comercial y religioso de la antigua ciudad, donde se celebraban reuniones, debates, celebraciones y eventos de estado.
El foro alberga una superficie de 20 hectáreas de las que hay 11 hectáreas excavadas, lo que lo convierte en el foro romano más grande Bulgaria. Fue construido en el siglo I durante el reinado del emperador Vespasiano, cuando Filipópolis sufrió un nuevo plan urbanístico y se decididó albergar un foro al modelo romano. Las principales calles de la ciudad, el cardo y el decumano, llevaban directamente hasta este punto, donde también se encontraban el odeón romano, la biblioteca y el edificio del tesoro. La oficina de correos está sobre la parte occidental del foro, mientras que la construcción del bulevar Maria Luiza en la década de 1980 dividió la parte septentrional del resto del foro.

## Historia

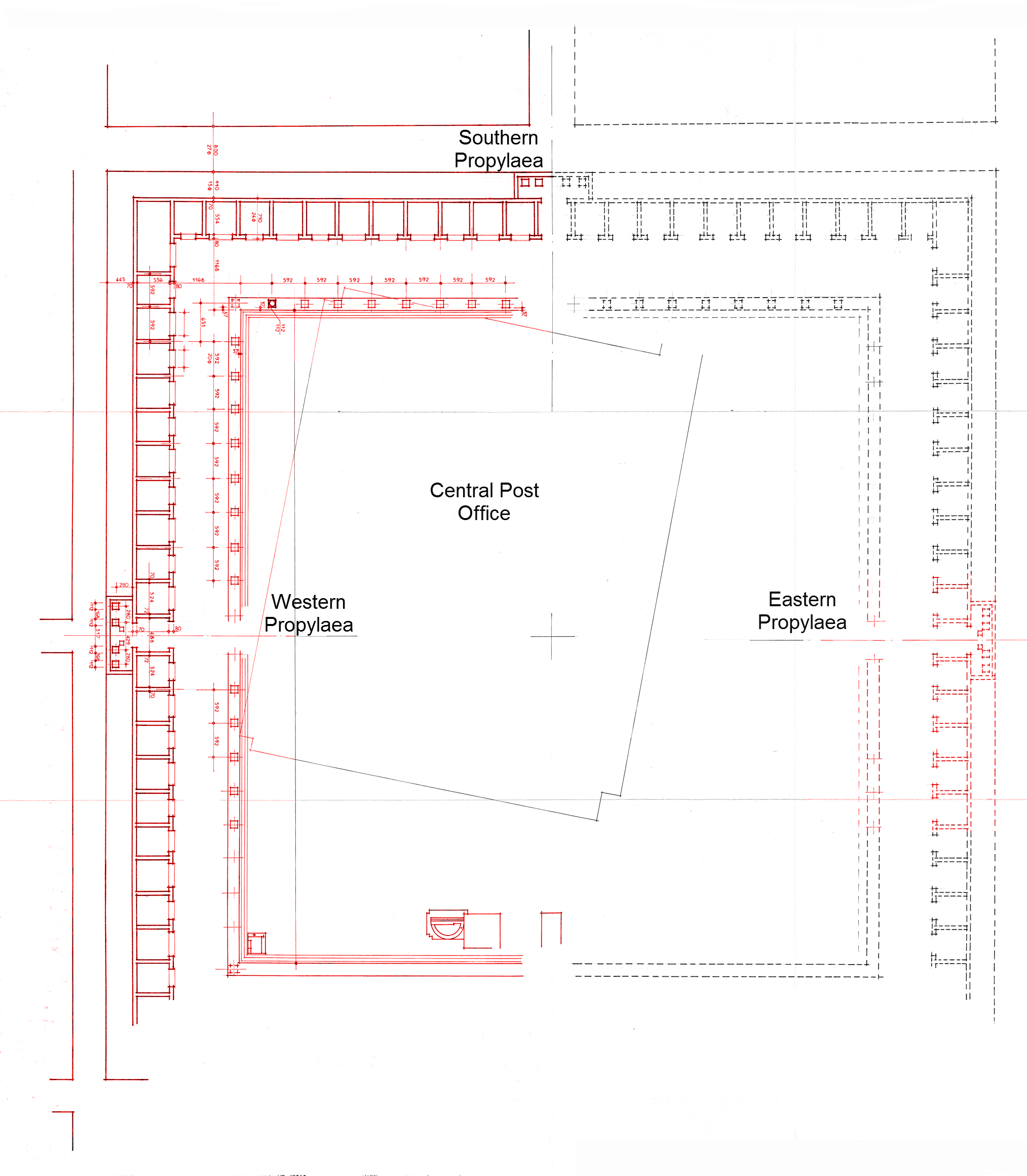
Plano del foro romano de Plovdiv. La zona excavada se resalta en rojo.

El foro tiene una forma rectangular, casi un cuadrado, con 143 metros en dirección norte-sur y 136 metros en dirección este-oeste. Se construyeron una serie de edificios administrativos en el norte, que dominaban la vista del resto de edificios de la plaza. Asimismo, existían tres entradas, situadas en los extremos oriental, sur y occidental, y que daban acceso a calles principales a ambos lados del foro, especialmente, el cardo y el documano que dividían la ciudad. Se utilizaba en numerosas ocasiones para las transacciones comerciales de ciudadanos locales y regionales que acudían a intercambiar grano tracio, madera y miel por cerámica y vasijas de bronce traídas desde la península itálica. Las tiendas se ubicaban en los ejes oriental, sur y occidental del foro y se accedía a ellas a través de estrechos pórticos.

Se han identificado cuatro fases constructivas en las capas históricas del foro, debido a que presentan diferencia de nivel, diseño arquitectónico y utilización de materiales para la construcción. La primera fase de construcción detalla el desarrollo de este complejo y muestra la urbanización de la misma plaza. En una segunda intervención se observan los niveles de las tiendas y la pavimentación para el trasiego de ciudadanos de unos 11 metros de ancho; incluyendo un enorme crepidoma que sostenía un estilóbato de columnas de orden dórico realizadas en arenisca. Asimismo, se conserva en su lugar original la piedra de desagüe que evacuaba el agua de lluvia desde el tejado del pórtico. Los márgenes este, sur y oeste estaban cubiertos con cuatro columnas de orden jónico. Durante una tercera fase en el foro se observa un reemplazo de la decoración plástica del complejo, mientras que el pórtico alrededor de la zona está realizado en madera. Sin embargo, la mayor cantidad de restos hallagos corresponden a una última cuarta fase donde se vuelve a encontrar un nuevo crepidoma edificado con bloques de sienita con una arcada de mármol y columnas romanas de orden corintio.

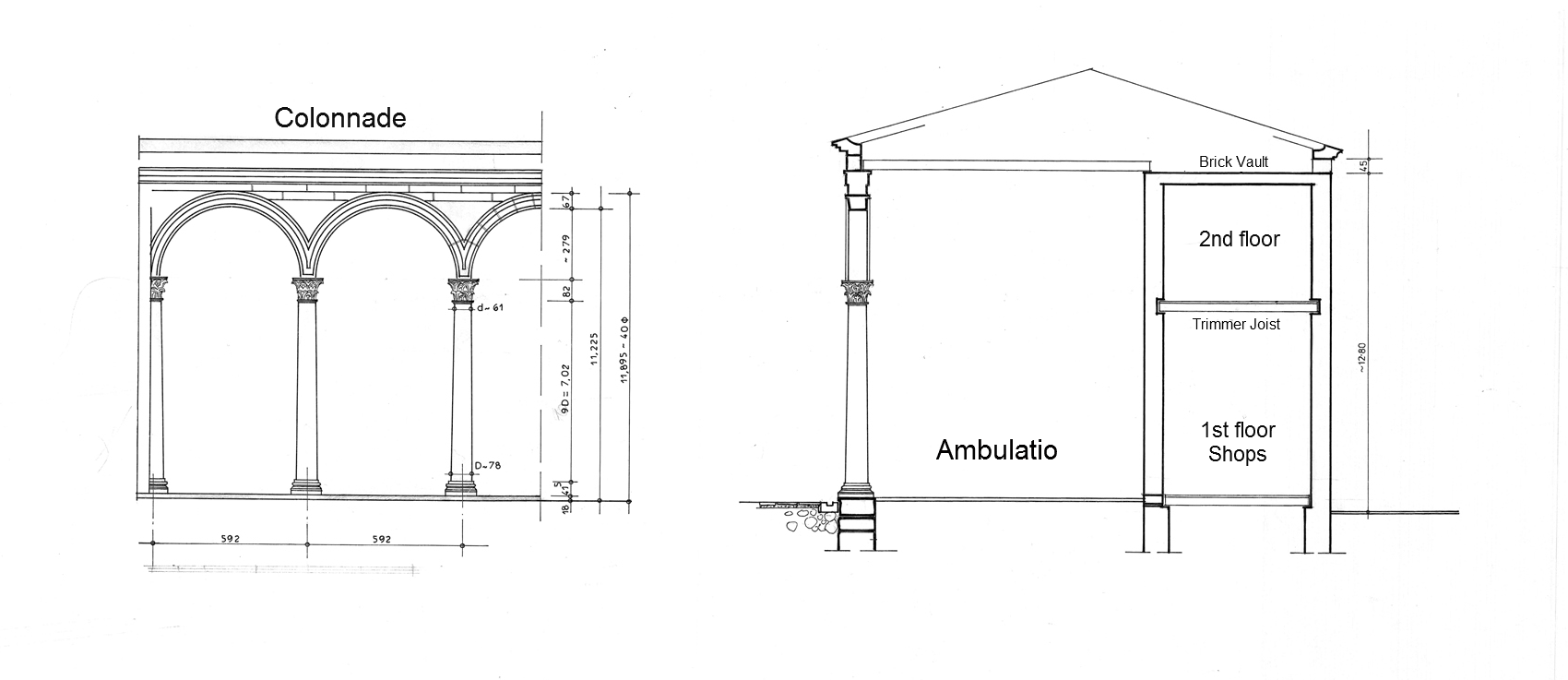
Diseño de la columnada del foro romano.

Los edificios administrativos para el gobierno local se encontraban en la cara norte del complejo del foro. Se han hallado documentos epigráficos que atestiguan la existencia de un tesoro público. Además, en la esquina noreste se encuentra un odeón sin excavar, y en la zona occidental se encuentran los restos de la biblioteca de la ciudad. Otras inscripciones halladas en la zona norte revelan la vida cotidiana religiosa y administrativa de la ciudad, así como cartas de invitación para un espectáculo de gladiadores. Se han encontrado pedestales de esculturas, una exedra para dar discursos y restos de un altar con inscripciones dedicadas a la diosa Demeter y su hija Perséfone.
El foro dejó de utilizarse alrededor de mediados del siglo V cuando las hordas de bárbaros obligaron a los ciudadanos de Filipópolis a abandonar la llanura y trasladarse a la acrópolis: Nebet Tepe.

## Conservación
El Foro de Filipópolis fue descubierto en 1971 durante la construcción de la oficina de correos central en Plovdiv, cuando se hallaron los márgenes este, norte y parte del sur de la antigua plaza. En 2012 se comenzaron excavaciones en la parte noroccidental, relevando un área de 400 metros cuadrados entre la oficina de correos y los jardines del zar Simeón.